# Dorfkirche Bechlin

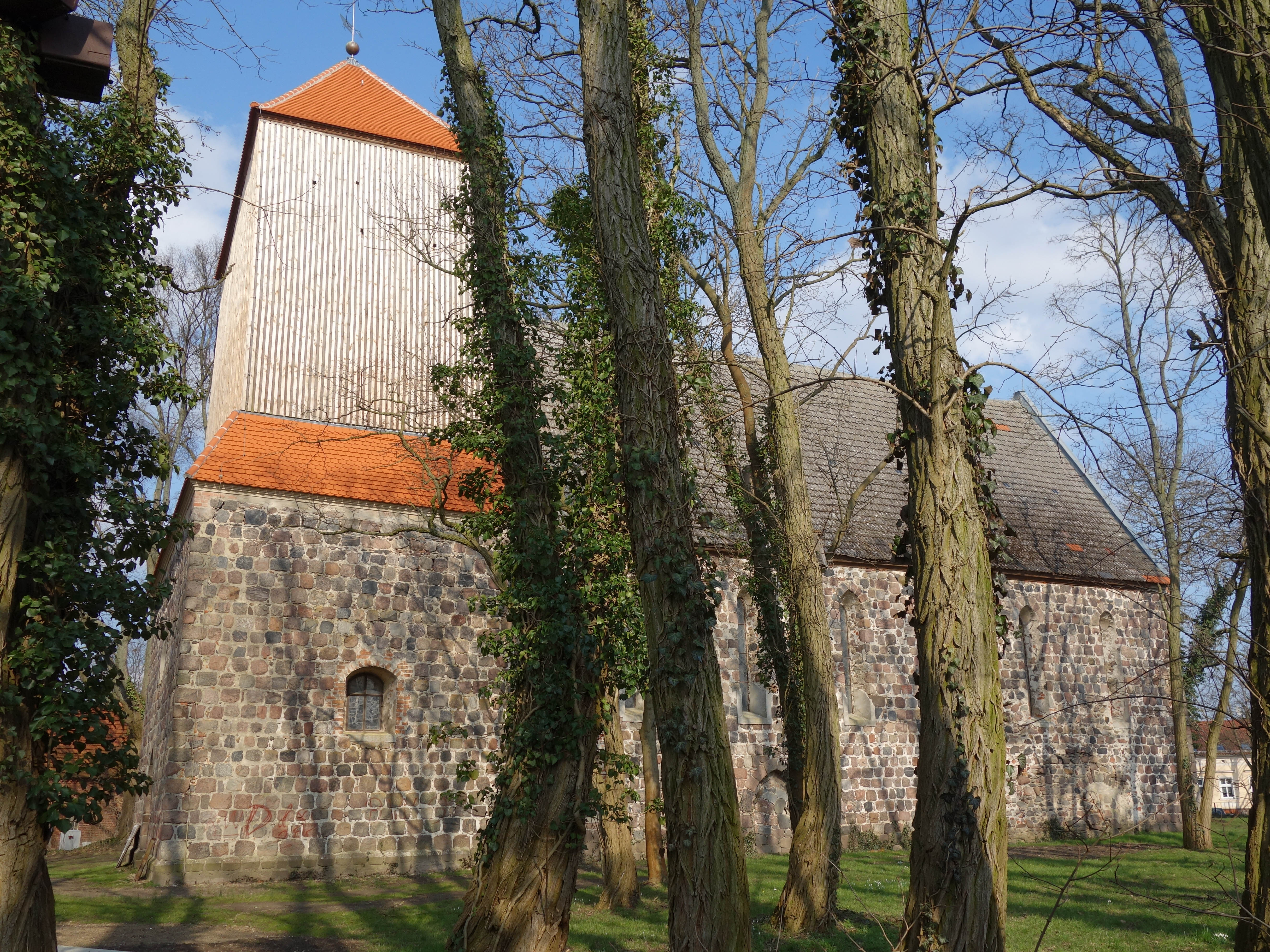
Dorfkirche Bechlin 2016 S

Die Dorfkirche Bechlin befindet sich in Bechlin, einem Wohnplatz in Neuruppin im Landkreis Ostprignitz-Ruppin in Brandenburg. Die Kirche steht unter Denkmalschutz. Die Kirchengemeinde gehört zum Kirchenkreis Wittstock-Ruppin der Evangelischen Kirche Berlin-Brandenburg-schlesische Oberlausitz.

## Lage
Die Dorfstraße führt von Nordwesten kommend in südöstlicher Richtung durch den Ort. Von ihr zweigt der Weg Pastorstege in südwestlicher Richtung ab. Die Kirche steht südlich dieser Kreuzung auf einem Grundstück, das mit einem Zaun eingefriedet ist.

## Geschichte
Erbaut wurde die Kirche in der Mitte des 13. Jahrhunderts. Der mit einem Satteldach gedeckte Saalbau wurde aus geschichteten und teilweise bearbeiteten Feldsteinen erstellt. Der ursprüngliche Kirchturm wurde mutmaßlich im Jahr 1638 beschädigt und im 18. Jahrhundert durch einen Aufsatz mit Zeltdach ersetzt.

## Baubeschreibung

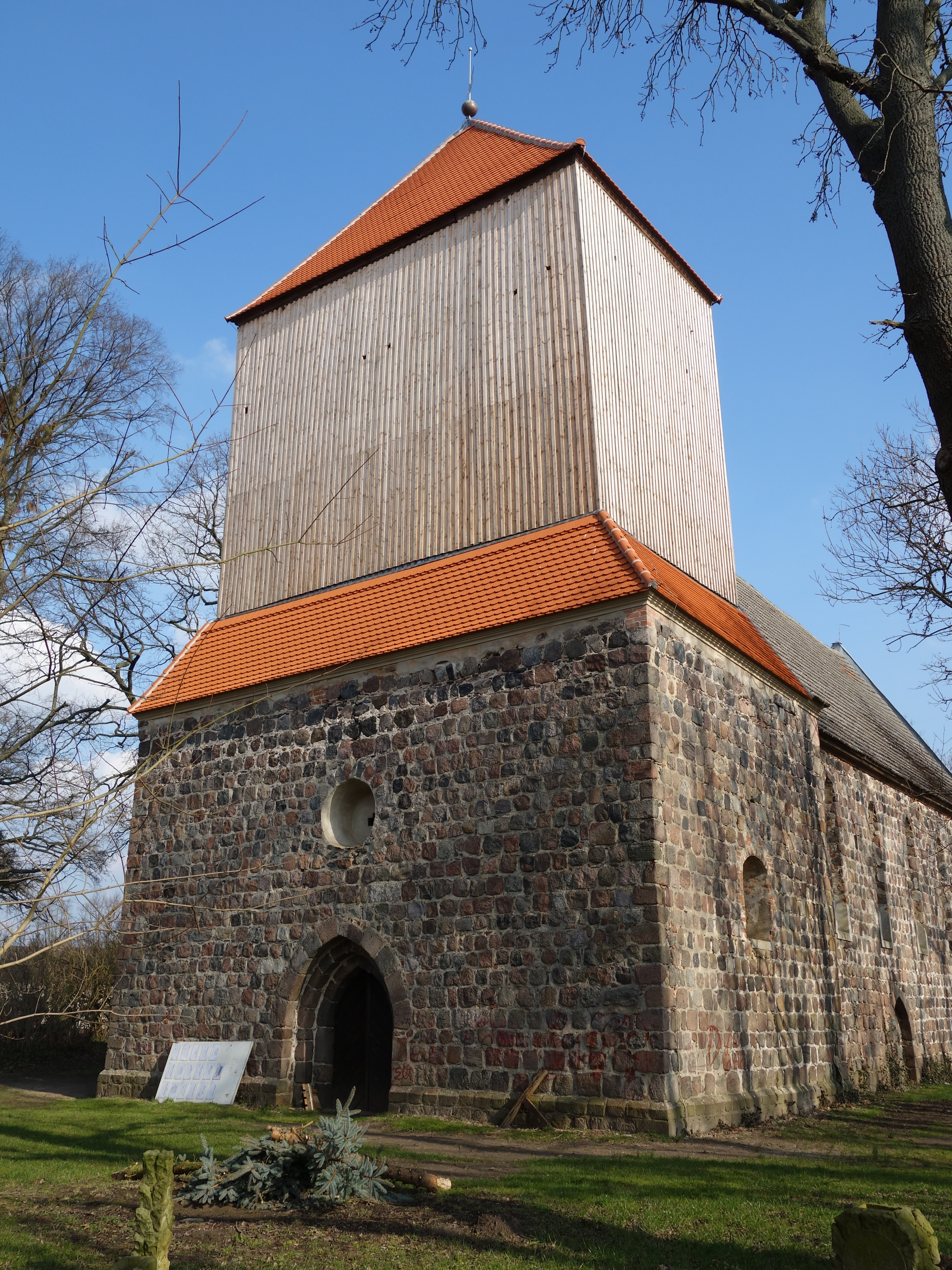
Westturm

Der Ostschluss ist gerade und besitzt drei gestaffelte Rundbogenfenster. Über diesen Fenstern befinden sich Spitzbogenblenden in drei Reihen; in der oberen Reihe befinden sich eine Blende, in der zweiten Reihe drei Blenden und in der unteren Reihe vier Blenden. An den Seiten befinden sich Spitzbogenfenster und drei Portale. Das Westportal ist dreifach abgestuft. Der Turmaufbau ist verbrettert.

## Ausstattung

### Kanzelaltar, Orgel und Gemälde
Der Kanzelaltar stammt aus dem Jahr 1713. Die Kanzel ist flankiert von Säulen. Auf dem Giebel befinden sich die vier Evangelisten, darüber befindet sich eine Strahlenglorie. Am Kanzelaltar befindet sich eine Sanduhr, diese stammt aus dem Jahr 1725. Rechts und links des Kanzelaltars befinden sich zwei Ölgemälde. Abgebildet sind links der Pastor Johann Christoph Seger (1724–1773) und rechts der Pastor Johannes Sarnemann (1582–1621). Weitere Ausstattungsgegenstände wie Taufe, das Gestühl und die Westempore sind aus der ersten Hälfte des 19. Jahrhunderts. Die Patronatsloge und das Pfarrgestühl befinden sich rechts und links vom Kanzelaltar und Schrankengitter.
Der Innenraum ist verputzt, diese Putze stammen teilweise wohl noch aus dem Mittelalter. Im Osten befinden sich ein Empore mit der Orgel, die 1857 von Friedrich Hermann Lütkemüller aus Wittstock/Dosse erstellt wurde. Das Prospekt der Orgel ist im Stil der Neugotik gehalten. Hinter der Orgel befindet sich ein Spitzbogen. Dieser Spitzbogen hatte ursprünglich einen Zugang zum Turm. In der Südwand befindet sich eine Nische mit Rundbogen, hier wird der gefallenen Bechliner im Ersten Weltkrieg gedacht.

### Freiheitskrone von 1816
Ebenfalls an der Südwand befand sich eine Freiheitskrone, sie erinnert an die Befreiungskriege und entstand 1816. Das aus Zinn gefertigte Kunstwerk besitzt einen Kopfreif mit einem Durchmesser von 25 cm sowie vier geschwungene Bügel, die ursprünglich in der Mitte leicht vertieft waren, um Platz für ein dort angebrachtes Eisernes Kreuz zu schaffen. Das Dekor der Krone ist nicht mehr vollständig erhalten. An der Stirnseite befindet sich ein preußischer Adler, ein weiteres, noch vorhandenes Eisernes Kreuz sowie drei Ziermünzen. Sie zeigen die Berliner Quadriga, zwei Profilköpfe sowie die Umschrift: „Wellington Blücher, Belle Alliance Juni 1815“ sowie einen weiteren Profilkopf, der einen preußischen General darstellen könnte. Das Ensemble bezieht sich auf die von Napoleon geraubte Quadriga, die 1814 wieder auf dem Brandenburger Tor platziert wurde. Mit dem Zitat der Belle Alliance wird an die Schlacht bei Waterloo erinnert. Den Kopfreif ziert weiterer Dekor. Unterhalb des Adlers ist eine Kartusche mit einer antiken Leier; links davon sind drei weitere Ziermünzen. Eine könnte Blücher zeigen, eine weitere das Porträt Wellingtons sowie die dritte erneute die Quadriga. Rechts der Kartusche sind ebenfalls drei Ziermünzen angebracht, die die Sieger über Napoleon zeigen, König Friedrich Wilhelm III., den russischen Zaren Alexander I. sowie den österreichischen Kaiser Franz I. Die beiden Seitenbügel der Krone sind mit übereinandergesetzten Eisernen Kreuzen sowie einem Eichenkranz verziert; der rückwärtige Bügel zeigt einen Kranz mit einer Leier sowie darunter einen weiteren Kranz, in dem sich zu einem früheren Zeitpunkt ebenfalls ein Eisernes Kreuz befand. Die Krone ist im Jahr 2022 deformiert, soll restauriert werden und befindet sich im Pfarramt Neuruppin.